# Mathieu Orfila

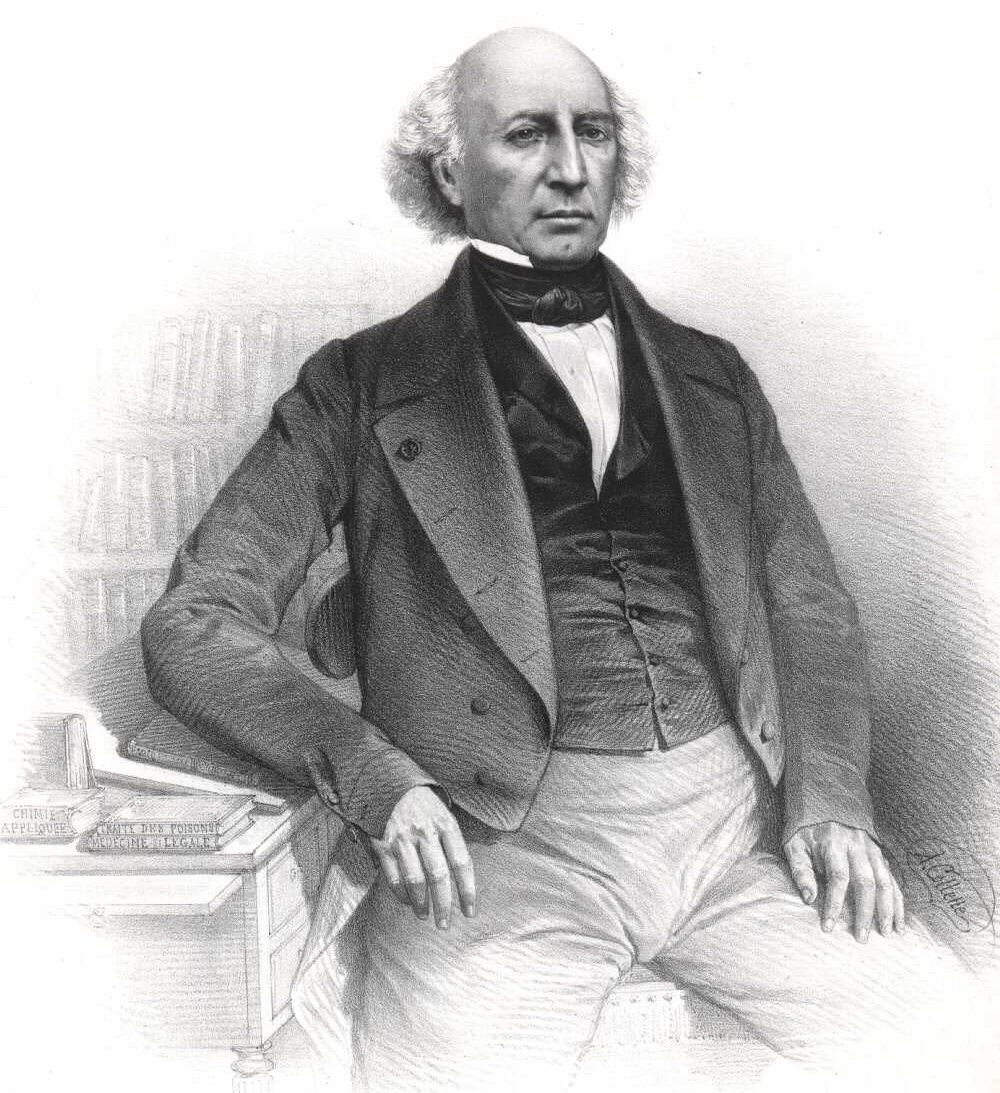
Mathieu Orfila

Mathieu Joseph Bonaventur Orfila (in verschiedenen Varianten), spanisch Mateo José Buenaventura Orfila y Rotger (* 24. April 1787 in Maó, Menorca; † 12. März 1853 in Paris) war ein spanischstämmiger, französischer Chemiker und gilt als Begründer der Toxikologie.

## Leben

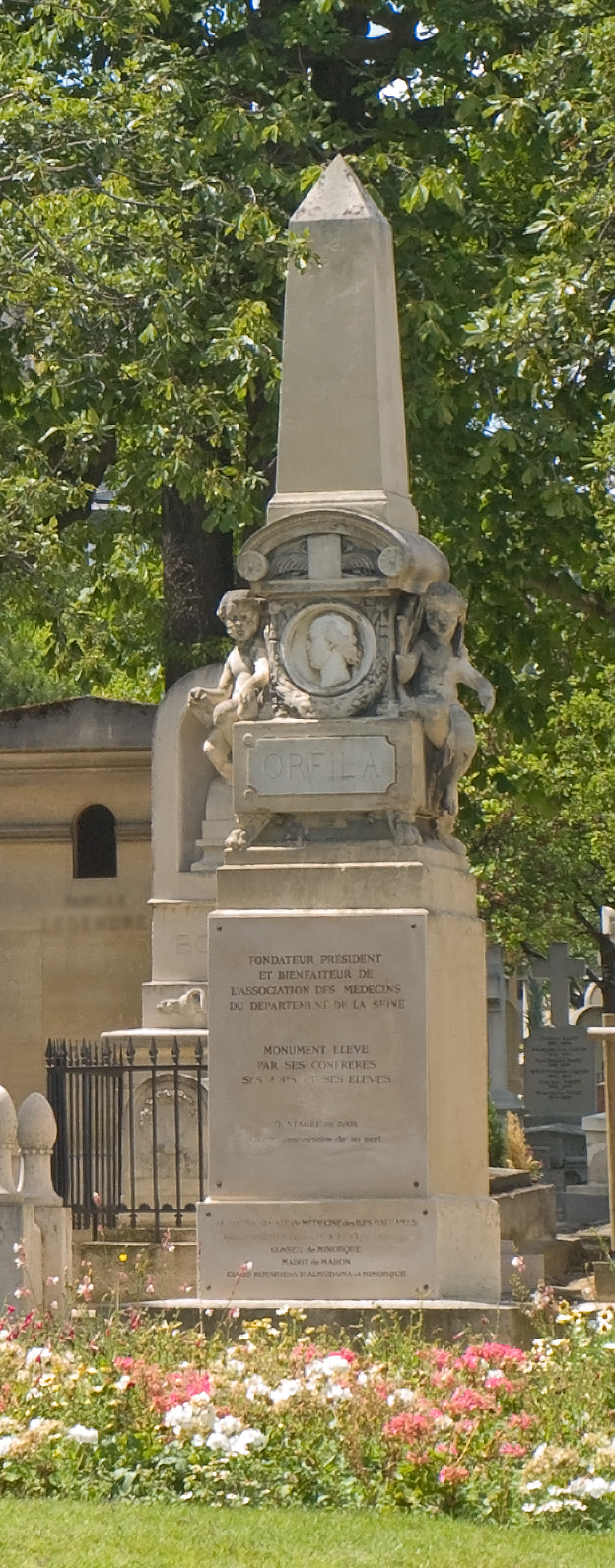
Grabstein von Orfila in Paris

Mathieu Orfila studierte zunächst Chemie und Medizin in Valencia und Barcelona, bevor er nach Paris zog und dort 1811 zum Doktor der Medizin promovierte. Er richtete sich in seiner Wohnung ein kleines Laboratorium ein und begann, verschiedene Gifte zu erforschen. 1814–15 veröffentlichte er sein erstes Buch Traité des poisons ... ou Toxicologie générale.
Im Jahr 1819 wurde Orfila zum Professor für medizinische (später gerichtliche) Chemie an der Universität von Paris. Nach dem Erscheinen seines Buches Leçons de médecine légale im Jahr 1823 galt Orfila als der erste Giftexperte Europas. 1831 wurde Orfila zum Dekan der Medizinischen Fakultät an der Pariser Universität ernannt. Er war seit 1815 korrespondierendes Mitglied der Académie des sciences.
Orfila beschäftigte sich hauptsächlich mit dem Gift Arsen, da dieses Gift zur damaligen Zeit sehr häufig bei Morden und Mordversuchen verwendet wurde. Er trat 1840 als Gutachter im Prozess gegen Marie Lafarge auf, die beschuldigt wurde, ihren Ehemann Charles mit Arsen ermordet zu haben. Orfila wies im exhumierten Körper von Charles Lafarge Arsen nach und schloss gleichzeitig eine Einwanderung des Arsens von der Friedhofserde in den Leichnam aus. Sein Gutachten führte zur Verurteilung Marie Lafarges.
Orfila starb nach kurzer Krankheit am 12. März 1853 in Paris und wurde auf dem Cimetière Montparnasse beigesetzt.

## Schriften (Auswahl)
- Traité des poisons tirés des règnes mineral, végetal et animal, ou toxilogie générale, considérée sous les rapports de la physiologie, de la pathologie et de la médecine légale. Crochard, Paris 1814–1815. Band I, 1. Teil 1814 Digitalisat; Band I, 2. Teil 1814 Digitalisat; Band II, 1. Teil 1815, Digitalisat; Band II, 2. Teil 1815 Digitalisat
  - John Augustine Waller (Übersetzer): A general system of Toxicology: or a treatise on poisons, drawn from the mineral, vegetable, and animal kingdoms, considered as to their relations with physiology, pathology, and medical jurisprudence.  By M. P. Orfila. Translated from the French. Cox & son, vol I, London 1816 (Digitalisat) vol II London 1817, (Digitalisat); second edition, vol. I, London 1821 (Digitalisat), vol. II, London 1821  (Digitalisat)
  - Sigismund Friedrich Hermbstädt (Übersetzer). Allgemeine Toxicologie oder Giftkunde : worin die Gifte des Mineral-, Pflanzen- und Thierreichs aus dem physiologischen, pathologischen u. medizinisch-gerichtlichen Gesichtspunkte untersucht werden. Nach dem Französischen des Herrn M.P. Orfila. Amelung, Berlin 1818, Teil I Digitalisat; Teil II Digitalisat; Teil III Digitalisat; Teil IV Digitalisat --- Otto Bernhard Kühn (Übersetzer). Orfila’s allgemeine Toxikologie oder Abhandlung von den Giften des Mineral-, Pflanzen- und Thierreichs : in physiologischer, pathologischer und gerichtlich-medizinischer Hinsicht. Lehnhold, Leipzig 1839, Band I  (Digitalisat), Band II (Digitalisat) --- G. Krupp (Übersetzer). Lehrbuch der Toxikologie. Von M. Orfila nach der fünften … Auflage aus dem Französischen mit selbständigen Zusätzen bearbeitet. Vieweg und Sohn, Braunschweig 1852, Band I (Digitalisat)
- 1817: Éléments de chimie appliquée à la médicine et aux arts
- 1823: Leçons de médecine légale
- 1830: Traité des exhumations juridiques
- 1841: Recherches sur l’empoisonnement par l’acide arsénieux